# Milena Blahoutová
Milena Blahoutová, coniugata Vecková (30 gennaio 1933 – 1º maggio 2018), è stata una cestista cecoslovacca.

## Carriera
Con la Cecoslovacchia ha disputato tre edizioni dei Campionati mondiali (1957, 1959, 1964) e sette dei Campionati europei (1952, 1954, 1956, 1958, 1960, 1962, 1964).